# NGC 3675
NGC 3675 је спирална галаксија у сазвежђу Велики медвед која се налази на NGC листи објеката дубоког неба.
Деклинација објекта је + 43° 35' 11" а ректасцензија 11h 26m 8,1s. Привидна величина (магнитуда) објекта NGC 3675 износи 10,0 а фотографска магнитуда 10,8. Налази се на удаљености од 17,679 милиона парсека од Сунца. NGC 3675 је још познат и под ознакама UGC 6439, MCG 7-24-4, CGCG 214-5, PGC 35164.